# Bund der Oberschlesier

Flagge vom Bund der Oberschlesier

Der Bund der Oberschlesier (Związek Górnoślązaków / Ferajn Gůrnoślůnzokůw) war eine im Januar 1919 gegründete oberschlesische Autonomiebewegung, die einen autonomen oberschlesischen Staat mit sowohl deutscher als auch polnischer, aber vor allem schlesischer Identität befürwortete. Die Leiter waren Thomas Reginek im Jahre 1919, Ewald Latacz von Ende 1919 bis Dezember 1921 und Joseph Musiol von Dezember 1921 bis 1924. Bei dieser Organisation handelte es sich um die einflussreichste ihrer Art. Sie bestand im Februar 1921 aus 198 Ortsgruppen und hatte eine eigene Zeitung (Der Bund-Związek), die 1922 mit einer Auflage von 40.000 Exemplaren erschien.